# آدام سنیور
آدام سنیور (انگلیسی: Adam Senior؛ زادهٔ ۲۰ ژانویهٔ ۲۰۰۲) بازیکن فوتبال اهل بریتانیا است.
از باشگاه‌هایی که در آن بازی کرده‌است می‌توان به باشگاه فوتبال بولتون واندررز اشاره کرد.